# Blutkuppe
Die Blutkuppe (selten auch Blutkoppe oder afrikaans Bloedkoppie) ist ein Inselberg aus Granit in der Namib Namibias. Namensgebend ist die blutrote Verfärbung bei Sonnenauf- und -untergang. Vom Gipfel der Blutkuppe hat man eine gute Aussicht auf die Namib.
Etwa fünf Kilometer nordwestlich der Blutkuppe befindet sich die Langer-Heinrich-Uranmine.